# Оранжевое настроение — V
«Оранжевое настроение — V» — студийный альбом российской рок-группы «Чайф», выпущенный 15 мая 2008 года лейблом «Никитин».

## Об альбоме
Альбом издан в двух вариантах: обычном (только аудио-CD) и подарочном (аудио-CD и DVD с фильмом о том, как записывался альбом «Оранжевое настроение — IV»). С каждым альбомом из серии «Оранжевое настроение» «Чайф» погружается в глубины истории группы, всё ближе подбираясь к её творческим корням. В 5-й альбом серии вошли песни, написанные с 1978 по 1990 годы. «„Оранжевое настроение — V“ — приглашение в мир юношеских ощущений и переживаний музыкантов группы ЧАЙФ.»

## Список композиций
Слова и музыка всех песен — Владимир Шахрин, за исключением указанного особо.
| №   | Название                      | Текст песни      | Музыка           | Длительность |
| --- | ----------------------------- | ---------------- | ---------------- | ------------ |
| 1.  | «Камнепад»                    |                  |                  | 3:54         |
| 2.  | «Легенда о былых мужьях»      |                  |                  | 3:27         |
| 3.  | «Провокатор»                  |                  |                  | 2:22         |
| 4.  | «Джинсовый фрак»              |                  |                  | 3:37         |
| 5.  | «Жизнь в розовом дыму»        |                  |                  | 3:33         |
| 6.  | «Сентиментальный блюз»        |                  |                  | 3:07         |
| 7.  | «Любовь пришла»               |                  |                  | 2:46         |
| 8.  | «Солдатик»                    |                  |                  | 2:07         |
| 9.  | «Шабенина (первое прочтение)» |                  |                  | 2:39         |
| 10. | «Она»                         |                  |                  | 3:46         |
| 11. | «Сплин»                       | Роберт Газизулин | Владимир Бегунов | 3:38         |
| 12. | «33 маршрут»                  |                  |                  | 4:02         |
| 13. | «Правильный мальчик»          |                  |                  | 4:07         |
| 14. | «Нахреноза»                   | Вадим Кукушкин   | Владимир Шахрин  | 2:10         |

## Участники записи
- Владимир Шахрин — гитара, вокал, бэк-вокал
- Владимир Бегунов — гитара, бэк-вокал
- Валерий Северин — барабаны, перкуссия, бэк-вокал
- Вячеслав Двинин — контрабас, перкуссия, бэк-вокал.